# Lindernia intrepida
Lindernia intrepida là loài thực vật có hoa thuộc họ Linderniaceae được Hans Albrecht Heil mô tả khoa học lần đầu tiên năm 1924 dưới danh pháp Chamaegigas intrepidus theo phát hiện năm 1909 của Moritz Kurt Dinter. Năm 1967 Anna Amelia Obermeyer chuyển nó sang chi Lindernia. Hiện tại cả The Plants List và Plants of the World Online của IPNI đều công nhận danh pháp Lindernia intrepida là danh pháp chính thức. Tuy nhiên, nghiên cứu năm 2013 của Fischer et al. cho thấy Lindernia nghĩa rộng là đa ngành và việc gộp nó vào chi Lindernia là không phù hợp và các tác giả vẫn duy trì danh pháp Chamaegigas intrepidus như là danh pháp chính thức của loài này.

## Từ nguyên
Tên chi Chamaegigas có nguồn gốc từ tiếng Hy Lạp "chamai" nghĩa là trên mặt đất, thấp, lùn và gigas nghĩa là khổng lồ. Tính từ định danh là tiếng Latinh intrepidus nghĩa là không sợ hãi, dũng cảm.
Thành viên này của họ Linderniaceae được Moritz Kurt Dinter, một trong những nhà thực vật học đầu tiên hoạt động ở Namibia, phát hiện lần đầu tiên vào năm 1909. Do tầm vóc nhỏ bé nhưng kiểu sống khủng khiếp của nó (một loài thực vật thủy sinh phát triển tốt trên sa mạc), nó được Dinter đặt tên một cách thông minh là Chamaegigas intrepidus, mà nghĩa đen của tên gọi là "khổng lồ lùn dũng cảm", mặc dù tên gọi của nó sau này đã được đổi thành Lindernia intrepida. Nó được biết đến như là "cây hồi sinh" do sự thích nghi của nó với nhiều áp lực và căng thẳng môi trường.

## Phân bố
Loài này chỉ xuất hiện trong các vũng nước tạm thời, nhỏ và nông (không sâu hơn 15 cm) trên đỉnh các phiến đá lớn, ở phía tây phần trung tâm Namibia.

## Mô tả
Thân rễ (thân ngầm) ép chặt nhúng vào trong một lớp mỏng (trung bình dày 1 cm) gồm cát thô, mảnh vụn của tảo và động vật không xương sống thủy sinh, phân động vật và lá rụng, tích tụ ở đáy vũng nước. Thân rễ có đường kính khoảng 1 mm ở trạng thái khô. Loài cây này hình thành một thảm thực vật khá vững chắc thông qua các rễ chùm nhỏ mịn và đan xen nhau. C. intrepidus tạo ra hai loại lá. Các lá ở gốc chìm trong nước, chẻ, hình dùi và dài khoảng 1–2 cm. Ngoài ra còn có hai cặp lá nổi trên cuống lá mỏng manh trên mặt nước, hình bầu dục, không đều, dài 5–7 mm và màu tía ở mặt dưới. Một hoặc hai bông hoa màu lốm đốm tía, trắng hay hồng nhạt, hai môi mọc ra từ trong nơ các lá nổi của nó. Các hạt nhỏ (dài khoảng 0,5 mm), màu nâu, thuôn dài, nhăn nheo với một cán phôi (cuống gắn hạt vào vách bầu nhụy) nhợt nhạt dễ thấy. Trung bình 1.000 hạt nặng 0,05 g.

## Sự hồi sinh
C. intrepidus là thực vật hồi sinh thật sự, đã choán chỗ và làm kinh ngạc nhiều nhà nghiên cứu. Một vài thích nghi giải phẫu và sinh hóa đã được chứng minh cho phép loài cây tồn tại trong môi trường khắc nghiệt của nó. Cây khô trong nắng từ hàm lượng nước tương đối (RWC) 100% (trương nở hoàn toàn) xuống đến RWC 8% chỉ trong 3,75 giờ; và cây khô trong không khí chỉ mất 1,5 giờ để trương nở đầy đủ trở lại sau khi ngâm trong nước. Hơn 50% lá ở gốc sống sót sau khi được duy trì ở độ ẩm tương đối (RH) 0% trong 4,5 tháng và 100% lá ở gốc và lá nổi chưa trưởng thành sống sót ở mức RH 5%. Các lá nổi trưởng thành không chịu được sự mất nước như các lá ở gốc, và đó là một tính năng độc đáo cho cây hồi sinh.
Trong suốt mùa mưa, các vũng nước trên đá có thể trở thành khô và sau đó lại tràn đầy nước lặp đi lặp lại khoảng 15-20 lần. Các cây hồi sinh này dừng sự phát triển của chúng trong thời kỳ khô hạn và đơn giản là phục hồi sự phát triển một khi các vũng nước này có nước trở lại. Các lá nổi có thể phát triển lên mặt nước trong vòng 2-4 ngày sau khi vũng có nước. Sự ra hoa đã được thông báo là xảy ra chỉ 4 ngày sau khi có nước liên tục. Hạt nảy mầm và sinh ra các lá ở gốc thật sự đầu tiên của nó trong vòng 9 ngày.
C. intrepidus cũng đối phó tốt đối với sự biến động hàng ngày của nhiệt độ và pH, với các giá trị của pH vào buổi chiều gần như gấp đôi so với buổi sáng. Trong mùa khô (có thể kéo dài tới 11 tháng mỗi năm), các thân rễ có thể tiếp xúc với nhiệt độ lên tới 50 °C và ngay cả khi các vũng trên đá chứa đầy nước thì nhiệt độ của nước cũng lên tới 40 °C đã được thông báo, với nhiệt độ ban đêm xuống tới 6 °C.

## Đe dọa và bảo tồn
Trầm tích rất nông của các vũng nước nơi C. intrepidus sống bị xói mòn nhanh chóng khi các vũng tràn nước trong thời gian mưa lớn. Một số thích ứng hỗ trợ loài cây này đối phó với điều này. Sự thiếu hụt nitơ cực lớn trong các vũng nước trên đá được bù đắp bằng khả năng sử dụng nitơ hữu cơ hòa tan của loài này, mà nó thu được từ các amino acid glycine và serine thông qua phản ứng urease. Urease là một enzym rất ổn định và có thể chịu được nhiệt độ cao và cường độ sáng lớn mà C. intrepidus tiếp xúc. Nitơ hữu cơ hòa tan được hấp thụ thông qua một hệ thống hiệu quả cao, hoạt động tối ưu trong điều kiện pH thấp. Độ pH có thể dao động rộng (lên đến 6 đơn vị) trong các vũng nước trên đá và cơ chế điều chỉnh pH rất hiệu quả của các ngăn tế bào cũng như tính ổn định cao của màng tế bào ở thế năng nước thấp cho phép loài này đối phó với những biến động này.
Sự lắng đọng nước tiểu động vật trên các bề mặt đá xung quanh vũng nước đóng một vai trò quan trọng trong sự cân bằng dinh dưỡng của loài này. Mặt khác, động vật, đặc biệt là gia súc khi tìm kiếm nước, cũng giẫm đạp vào các vũng nước, và người ta đã quan sát trong những năm khô hạn trước năm 2006 và nhận thấy rằng trong nhiều vũng nước thì lớp đáy nông đã bị nghiền vụn hoàn toàn, hoặc thảm thực vật đã bị đảo lộn và phá hủy.
C. intrepidus được biết đến từ ít nhất là 30 quần thể, với phạm vi xuất hiện dưới 20.000 km². Tuy nhiên, diện tích chiếm lĩnh tối đa chỉ khoảng 100–200 km², do các vũng nước thực tế trong khu vực C. intrepidus sinh sống là rất nhỏ. Việc sử dụng quá mức nước trong các vũng nước có thể là mối đe dọa trong những năm khô hạn, mặc dù các quần thể có thể phục hồi nếu sau đó là những năm ẩm ướt hơn. Thu hái quá mức không phải là vấn đề, vì loài này không nổi tiếng và phổ biến tại địa phương. Do các quần thể hiện tại đang được quan sát là ổn định, tình trạng loài ít quan tâm có thể áp dụng khi đánh giá mức độ đe dọa đối với loài này.

## Sử dụng
Khoảng 330 loài thực vật có mạch chịu được mất nước đã được biết đến, trong đó gần 90% có trên các đồi núi đá sót (các đồi hay núi đá cô lập). Phần lớn các loài là thực vật một lá mầm và dương xỉ. Chỉ có một số ít thực vật hạt kín phi một lá mầm chịu mất nước được biết đến, và điều này làm cho Chamaegigas được quan tâm khoa học đặc biệt. Nghiên cứu sâu hơn đang được tiến hành về các thích ứng giải phẫu, sinh hóa và sinh lý cho phép loài này tồn tại trong môi trường khắc nghiệt như vậy.